# Michela Castoldi
Michela Castoldi (ur. 28 listopada 1995 r. w Legnano) – włoska aerobiczka, dwukrotna mistrzyni świata, złota i srebrna medalistka igrzysk europejskich.
Przygodę z gimnastyką rozpoczęła, mając siedem lat. Pierwszy medal na mistrzostwach świata zdobyła w 2016 roku w Inczon. Wraz ze swoim partnerem Davidem Donatim. Do tego dorzuciła też srebro w rywalizacji grupowej. Dwa lata później ponownie zajęła pierwsze miejsce w parach mieszanych.
W 2015 roku na igrzyskach europejskich w Baku zdobyła srebrny medal w rywalizacji par mieszanych razem z Davidem Donatim. Cztery lata później w Mińsku zdobyła złoto w tej samej konkurencji z tym samym partnerem.
Michela i Davide są określani we Włoszech mianem Romea i Julii.